# Maria Àngels Anglada
Pour les articles homonymes, voir Anglada.
Maria Àngels Anglada i d'Abadal, dite Maria Àngels Anglada, née le 9 mars 1930 à Vic et morte le 23 avril 1999 à Figueras, est une écrivaine espagnole de langue catalane. Elle est considérée comme un des plus grands auteurs catalans.

## Biographie
Elle est à la fois philologue, poète, essayiste, romancière. Elle est passionnée d’histoire grecque et de poésie italienne. Son œuvre est peu connue en France.  Son premier roman, Les Closes, remporte le prix Josep Pla en 1978. Columnes d’Ores, qui réunit tous ses poèmes reçoit le Prix Lletra d'Or en 1986. Le Violon d'Auschwitz publié en catalan en 1994 est la fois un succès critique et public. Il raconte l'histoire de Daniel, un jeune luthier juif originaire de Cracovie, enfermé dans un camp annexe d'Auschwitz où les déportés-esclaves travaillent pour IG Farben, Le camp des Trois rivières. L'histoire se déroule au printemps 1943, au moment de la révolte du ghetto de Varsovie. Daniel est chargé par le directeur du camp, Le SS Saucker de fabriquer un violon imitant le son d'un Stradivarius. Il devient ainsi l'objet d'un pari entre le commandant du camp et le docteur Rascher qui convoite Daniel pour ses expériences sur le froid. Si le violon n'est pas bon, il sera livré au terrible docteur. Chaque chapitre est précédé d'une citation poétique et d'un document nazi portant sur le fonctionnement des camps.
En 1994 elle reçoit la Creu de Sant Jordi, distinction décernée par la Generalitat de Catalogne.

## Œuvre
- Le Violon d'Auschwitz, (El violí d'Auschwitz, 1994) ; traduction française Marianne Millon, Stock, 2009.  (ISBN 978-2-234-06248-1)
- Le Cahier d'Aram, (Quadern d'Aram, 1997) ; traduction française Marianne Millon, Stock, 2010.  (ISBN 978-2-234-06250-4)